# Хейл, Эллен
Эллен Хейл (англ. Ellen Day Hale; 1885—1940) — американская художница-импрессионист, также автор книги по истории искусства «History of Art: A Study of the Lives of Leonardo, Michelangelo, Raphael, Titian, and Albrecht Dürer».

## Биография

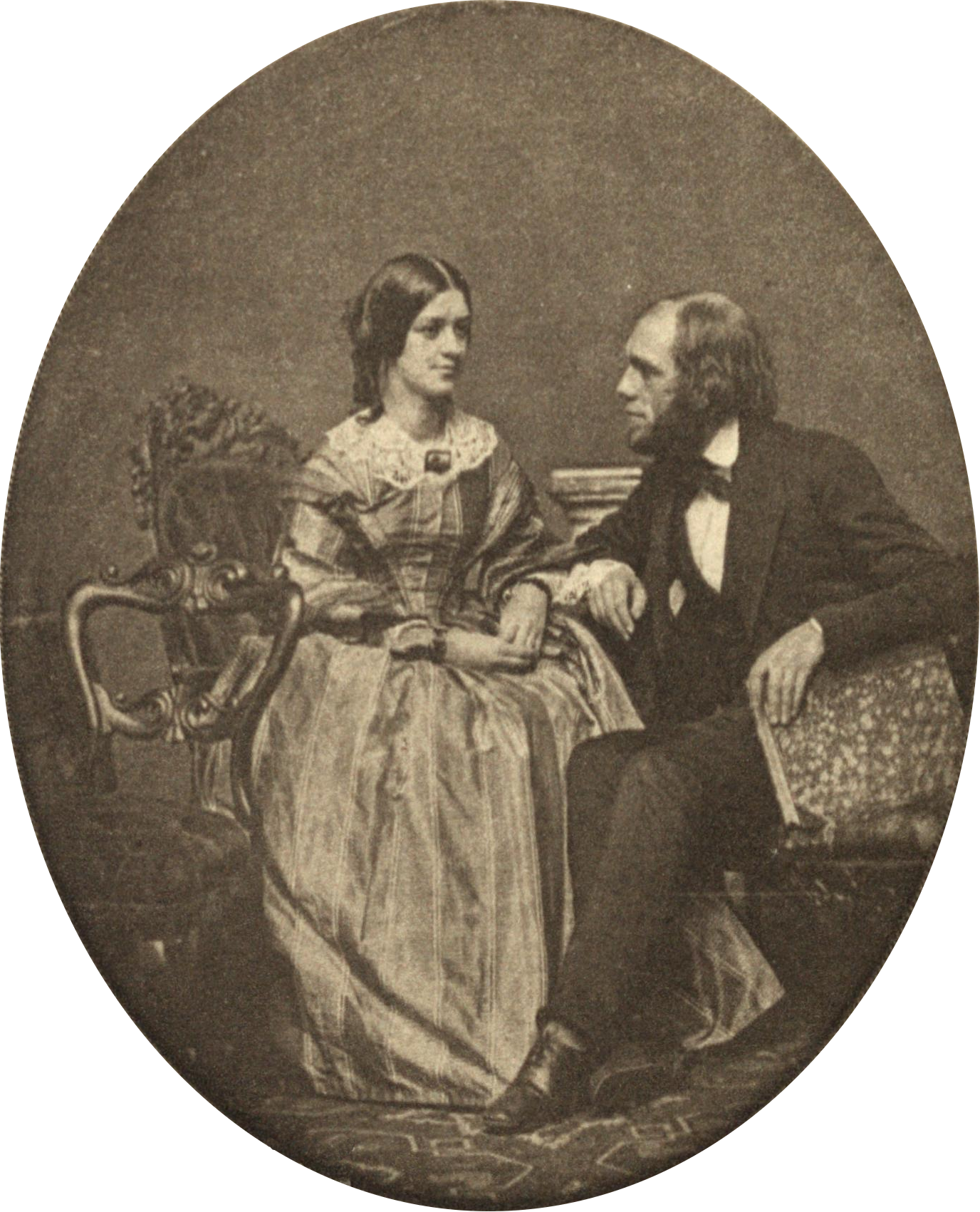
Тётя Сьюзен с отцом Эллен, 1855 год

Родилась 11 февраля 1855 года Хейл в городе Вустер, штат Массачусетс, в семье пастора и писателя Эдварда Хейла и Эмили Болдуин (англ. Emily Baldwin Perkins), была одной из восьми детей. Её брат Филипп Лесли Хейл — тоже стал художником. Отец с 1904 года до своей смерти в 1909 году был сенатором США.
Первые уроки в искусстве Эллен давала её тётя — Сьюзен Хейл. Затем девушка училась в Бостоне у художников Уильяма Морриса, Уильяма Риммера (англ. William Rimmer) и Хелен Ноултон (англ. Helen M. Knowlton). Также обучалась в Пенсильванской академии изящных искусств (в 1878—1879 годах) и в Академиях Жулиана и Коларосси в Париже (в 1882—1885 годах). Выставлялась в бостонском клубе Boston Art Club в 1876 году.
Много времени провела в Европе — жила в Лондоне и в Париже, путешествовала по Италии и Испании. Выставлялась в Парижском салоне в 1885 году, а также в лондонской Королевской академии художеств. В Соединенных штатах она жила в Бостоне, работала преподавателем в художественной школе Boston School. В 1883 году Хейл познакомилась с художницей Габриэль Клементс, которая стала её пожизненной спутницей. Вместе они стали пионерами цветного офорта в Соединенных Штатах в конце 1880-х годов.
Умерла в свой день рождения — 11 февраля 1940 года в Бруклайне (штат Массачусетс) — и похоронена на кладбище Forest Hills Cemetery and Crematory округа Саффолк. Была «новой женщиной», замужем не была.

## Труды
Художница выставляла свои картины в Северной, Центральной и Южной Америке. Также участвовала в других всемирных выставках и передвижных экспозициях.

Некоторые работы
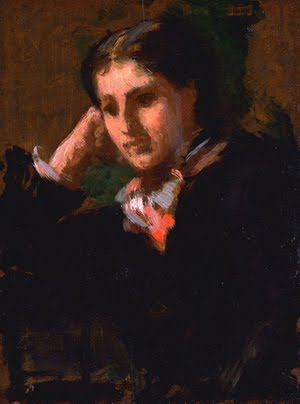
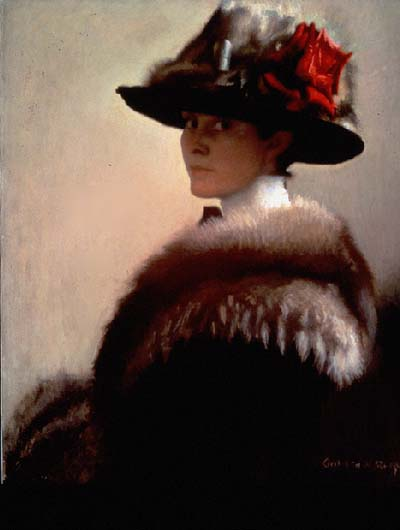
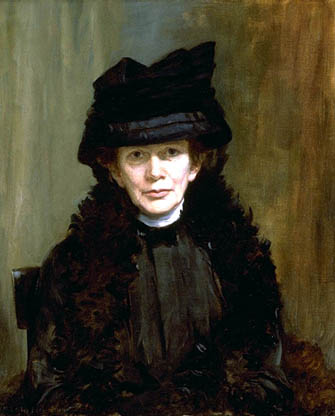
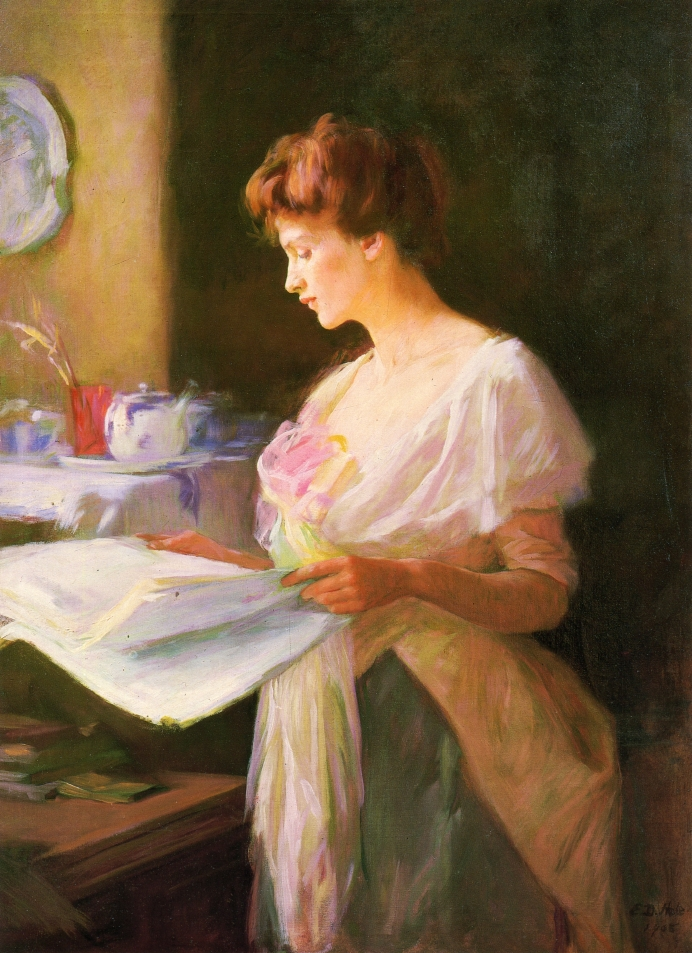